# اندیس آنومالی ژار آباد
آنومالی ژار آباد یک اندیس فلزی است که در حوالی شهر سیلوانه استان آذربایجان غربی قرار دارد و مادهٔ معدنی موجود در آن، طلا است.سنگ میزبان این اندیس اسلیت، فیلیت، توف خاکستری، دولومیت، سنگ آهک است  در این اندیس، پاراژنز‌های بروشانتیت، آندالوزیت، اپیدوت، گارنت، پیروکسن، زیرکن، منیتیت، هماتیت، پیریت یافت می‌شوند.